# Babuljaš Mali (Žut)
Babuljaš Mali je nenaseljeni otok na istoku Kornatskog otočja, u Sitskom kanalu. Najbliži otok je Babuljaš Veli, 280 metara jugoistočno, a Žut je 1.55 km zapadno.
Površina otoka je 0,0035 km2, duljina obalne crte 231 m, a visina 8 metara.

## Vanjske poveznice
|  | Zajednički poslužitelj ima još gradiva o temi Babuljaš Mali (Žut) |